# Santuário do Senhor Bom Jesus

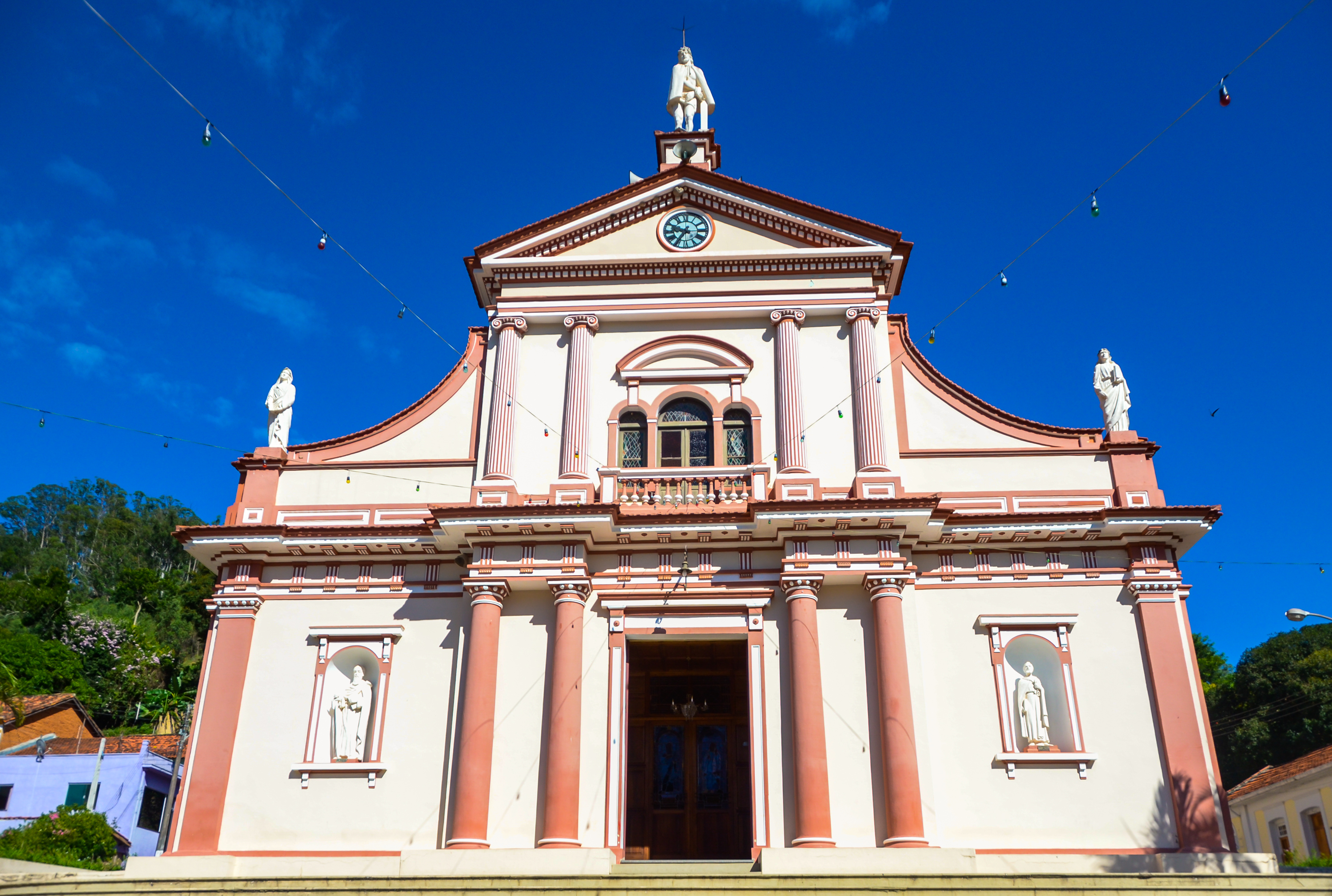
Santuário do Senhor Bom Jesus, em Monte Alegre do Sul.

Santuário do Senhor Bom Jesus, situado na estância de Monte Alegre do Sul, no estado de São Paulo, foi inaugurado em 6 de agosto de 1919 pelo bispo Dom Nery de Campinas. É o único da região do Circuito das Águas Paulista. Tem como destaque sua beleza arquitetônica em contraste com o Morro do Cristo ao fundo.
Seu interior é todo ornamentado por belíssimas pinturas do renomado artista italiano D. Rocco, o altar-mor todo entalhado em madeira e os altares em mármore esculpido.
O santuário recebe, ao longo do ano, diversas romarias, especialmente na primeira semana do mês de agosto, quando é realizada a tradicional Festa do Padroeiro. Em 2018 será realizada a 145ª Festa em Louvor ao Senhor Bom Jesus.

## História
Entre os colonos que vieram para essa terra, havia o senhor Theodoro de Assis, homem simples que, num ribeirão, encontrou uma imagem do Senhor Bom Jesus.
O devoto, contando com o bom senso do patrão, ergueu no terreno de sua casa uma pequena capela de pau a pique, sob a proteção do Senhor Bom Jesus. Contudo, o senhor Antonio Pereira Marques insubordinou-se com a atitude de Theodoro, que construiu em suas terras a capelinha sem autorização, e mandou demolir a capela.

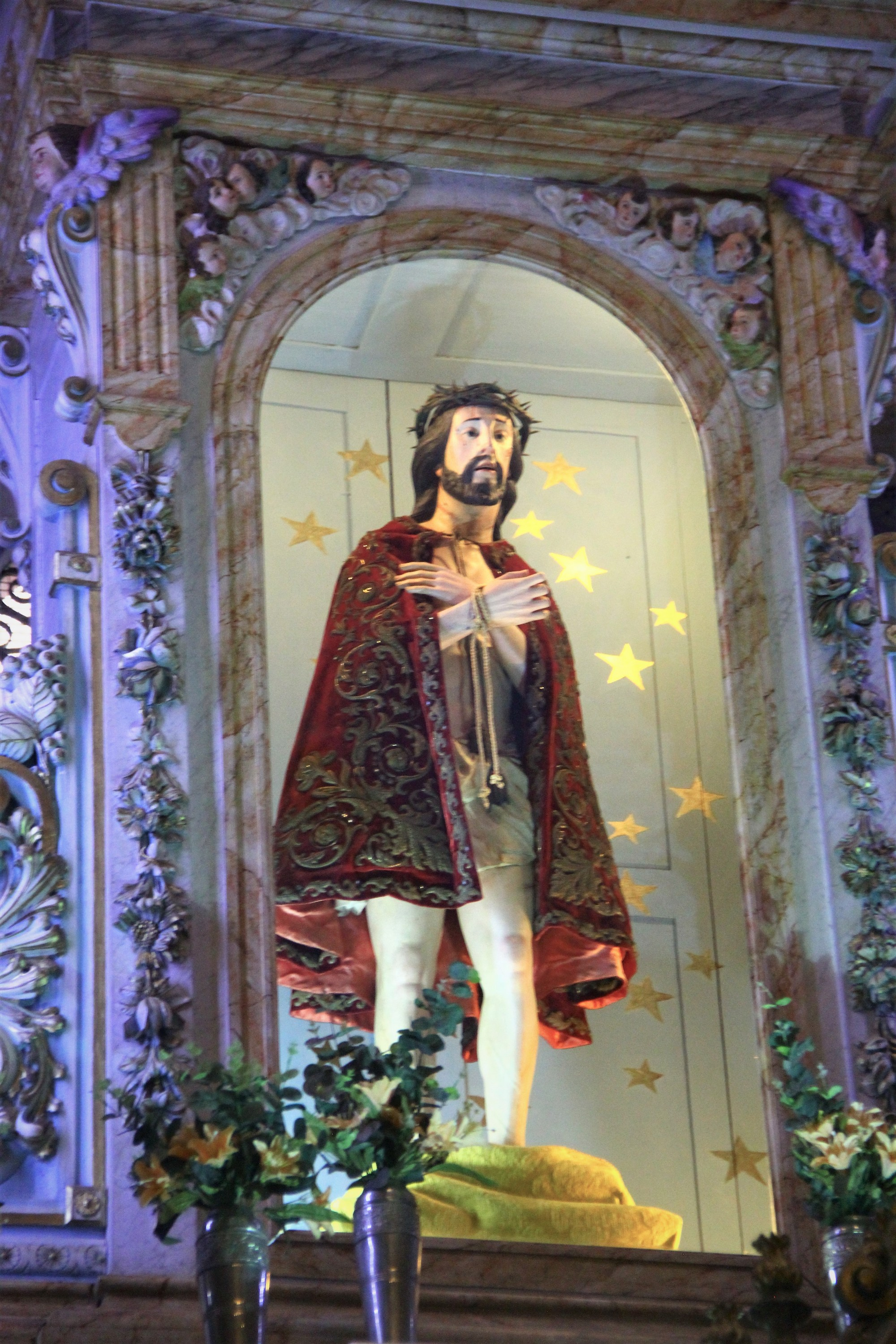

O velho Theodoro não desistiu da luta. Foi procurar o sitiante Lourenço de Godoi, que ofertou a Theodoro um terreno para a construção da capelinha. Esta foi erguida onde hoje está o coreto da Praça Bom Jesus. 
O ano era 1873. Theodoro encontrou a imagem no dia 6 de agosto desse mesmo ano. A data, então passou a ser comemorada em homenagem ao padroeiro e marcou também a fundação da cidade de Monte Alegre do Sul.
Através dos anos, o bairro da Capelinha foi crescendo, sempre ao redor da igrejinha erguida por Theodoro, hoje considerado o fundador do município.
Em 1882, o capitão José Inácio resolveu, com o auxílio dos moradores e devotos, construir uma igreja maior. Fê-lo onde hoje se situa o Santuário do Senhor Bom Jesus. Alexandrino do Rego Barros, que fundou a primeira escola da cidade, foi nomeado pároco da recém-construída igreja.
Um ano mais tarde, o capitão José Inácio construiu a casa paroquial e um prédio para a escola há pouco fundada, doando-os à Paróquia do Senhor Bom Jesus.
O Santuário foi construído em arquitetura neoclássica e reúne elementos da Renascença e do Barroco. Foi projeto de Henrique Mondelli em 1909 e inaugurado em 6 de agosto de 1919, pelo então Bispo Dom Nery, de Campinas. 

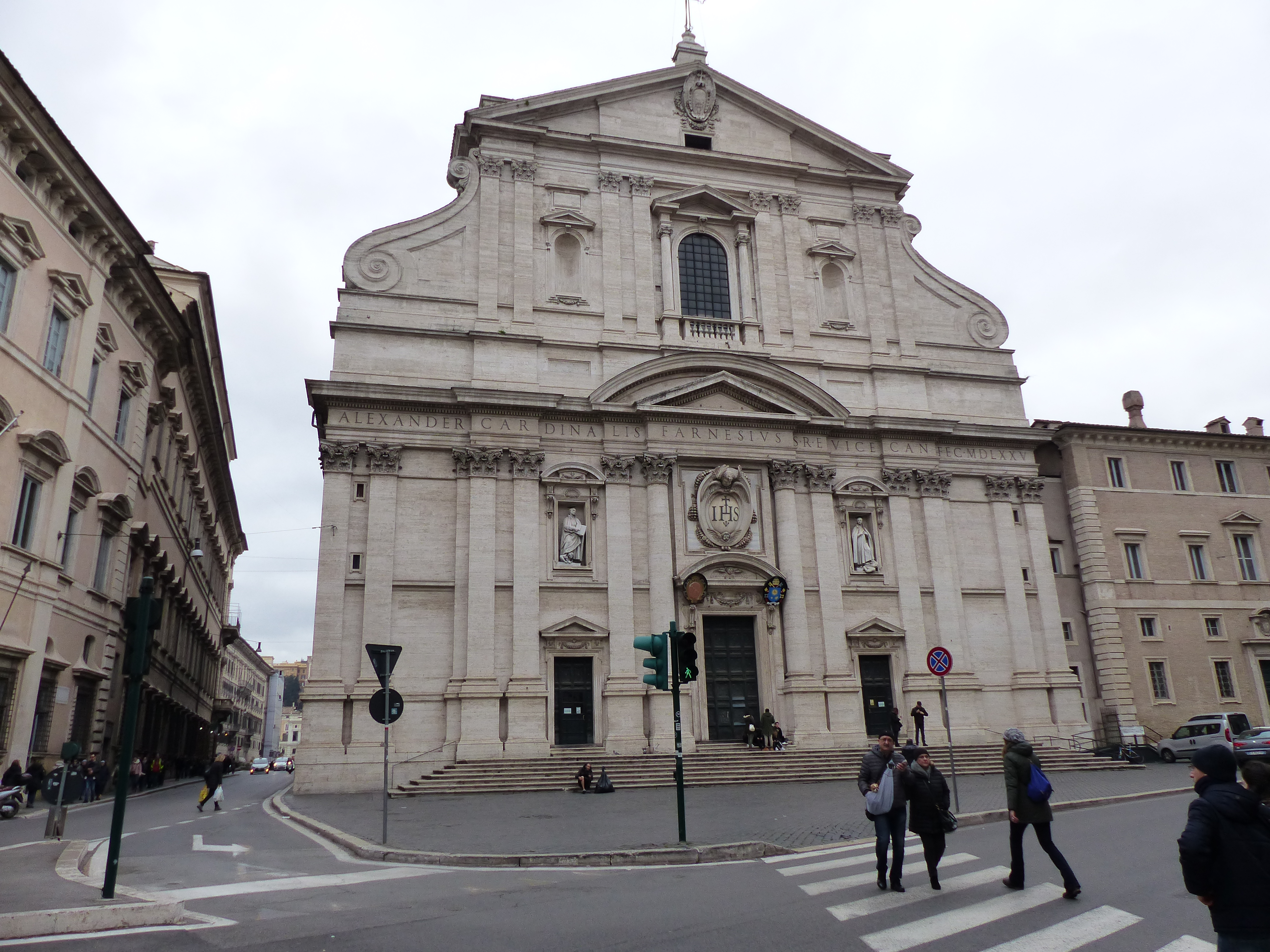
A igreja de Jesus, em Roma. Construção projetada em 1569, que inspirou o Santuário do Senhor Bom Jesus.

A construção foi inspirada na igreja italiana de "Il Gesú" de Roma. Seu altar-mor tem como destaque a sua beleza arquitetônica. É todo entalhado em madeira e os demais altares em mármore esculpido. Seu interior é ornamentado por belíssimas pinturas do renomado artista italiano Domenico Rocco. 
O Santuário, restaurado em 1997, recebe diversas romarias. É o único santuário do Circuito da Águas Paulista.